# 윤상무
윤상무(1979년 7월 20일 ~ )은 전 KBO 리그 야구 선수의 내야수이다.

## 출신학교
- 배재고등학교